# Чемпіонат України із шахів 2019 (жінки)
79-й чемпіонат України із шахів серед жінок, що проходив з 9 по 19 грудня 2019 року в Луцьку у приміщенні готелю «Україна» (вул. Словацька, 2) одночасно з чемпіонатом України серед чоловіків.
Чемпіонкою України вперше стала одна з найтитулованіших шахісток України Наталія Жукова (Одеса).

## Регламент турніру

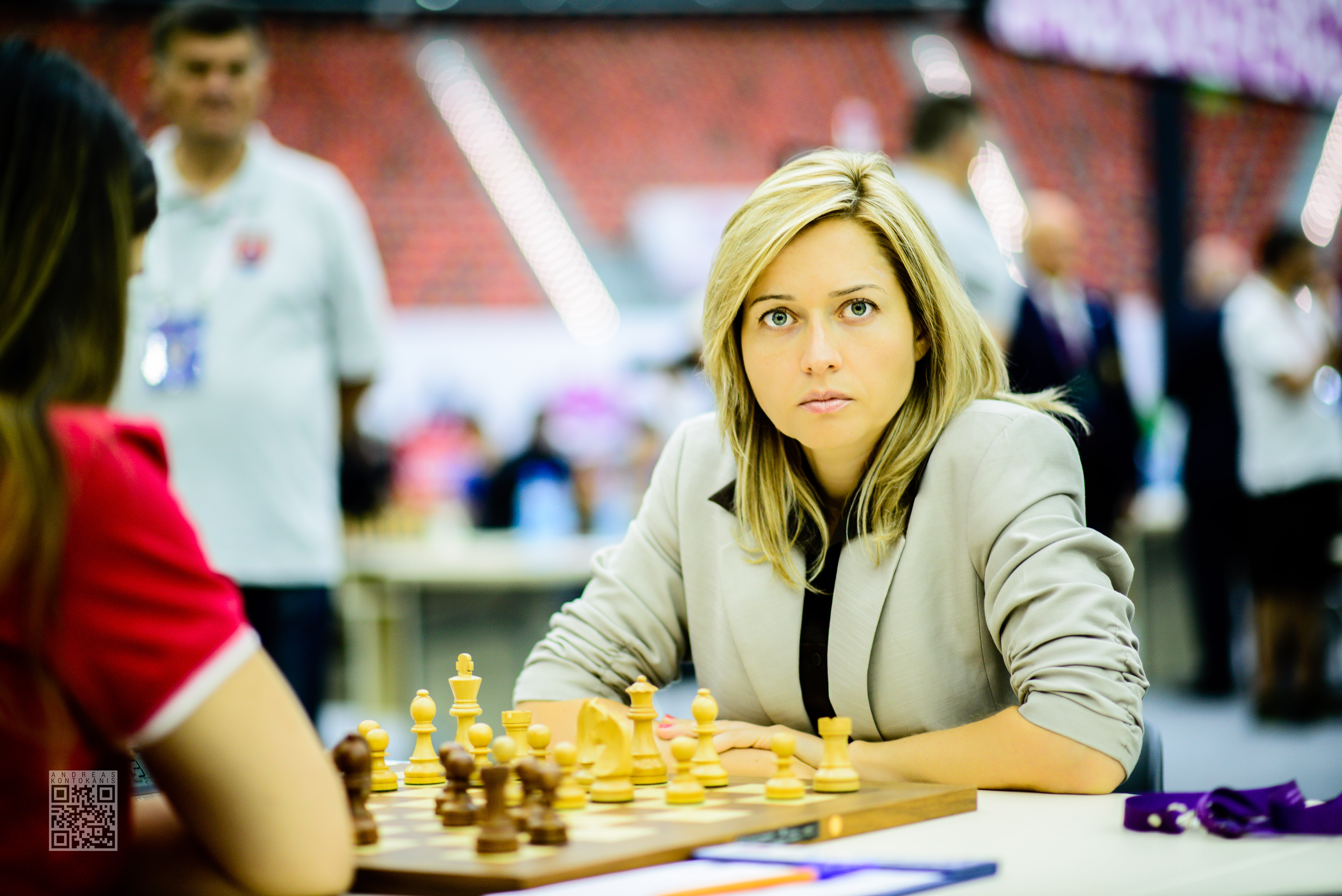
Наталія Жукова — чемпіонка України 2019 року

Категорія турніру — без категорії (середній рейтинг — 2235,2).

Головний суддя турніру, суддя міжнародної категорії  — Л. М. Боданкін (Київ)

Змагання проходитимуть за коловою системою у 9 турів.

### Розклад змагань
| - церемонія відкриття турніру та жеребкування — 9 грудня (понеділок) - 1 тур — 10 грудня (вівторок) - 2 тур — 11 грудня (середа) - 3 тур — 12 грудня (четвер) - 4 тур — 13 грудня (п'ятниця) - 5 тур — 14 грудня (субота) | - вихідний день — 15 грудня (неділя) - 6 тур — 16 грудня (понеділок) - 7 тур — 17 грудня (вівторок) - 8 тур — 18 грудня (середа) - 9 тур — 19 грудня (четвер) - церемонія закриття турніру — 19 грудня (четвер) |

### Контроль часу
- 90 хвилин на перші 40 ходів плюс 30 хвилин до закінчення партії кожному учаснику з додаванням 30 секунд за кожен зроблений хід, починаючи з першого. Дозволений час спізнення на партію — 15 хвилин з початку туру.

### Критерії розподілу місць
Місця визначаються за кількістю набраних очок. У разі рівності очок у двох або більше учасників місця визначаються (у порядку пріоритетів) за такими додатковими показниками:
- 1. Результат особистої зустрічі;
- 2. Кількість виграних партій;
- 3. За системою коефіцієнтів Зоннеберга-Бергера;
- 4. За системою Койя;
- 5. Плей-оф (тільки для визначення чемпіонки та призерок)

### Склад учасниць
У турнірі з різних причин не бере участь перша п'ятірка рейтингу найсильніших шахісток України, зокрема: Марія Музичук (5 місце у світі) та Анна Музичук (8), які у цей період грають у турнірі серії Гран-прі ФІДЕ серед жінок 2019—2020 років, що проходить у Монако, а також Анна Ушеніна (47), Наталія Букса (58) та Інна Яновська-Гапоненко (68).
Нижче наведено склад учасниць чемпіонату та їхні поточні позиції у світовому рейтингу:
| - Юлія Осьмак (Київ, 2388) — 74 (6-те в Україні) - Наталія Жукова (Одеса, 2324) — 141 (7) - Марія Бердник (Харків, 2319) — 146 (8) - Євгенія Долуханова (Харків, 2293) — 193 (9) - Ольга Бабій (Тернопіль, 2258) — 274 (10) | - Олена Мартинкова (Краматорськ, 2243) — 311 (12) - Анастасія Рахмангулова (Київ, 2215) — 392 (15) - Катерина Должикова (Київ, 2164) — 544 (21) - Маріца Цирульник (Дніпро, 2119) — 721 (27) - Єлизавета Гребенщикова (Дніпро, 2029) — 1164 (36) |

жирним — місце в рейтингу Ело серед жінок станом на грудень 2019 року.

## Рух за турами
| 1 тур 10.12.2019 | 1 тур 10.12.2019 | 1 тур 10.12.2019 | 1 тур 10.12.2019 | 1 тур 10.12.2019 |
| ---------------- | ---------------- | ---------------- | ---------------- | ---------------- |
| Бабій            | 0                | 0:1              | 0                | Цирульник        |
| Рахмангулова     | 0                | ½:½              | 0                | Долуханова       |
| Осьмак           | 0                | ½:½              | 0                | Жукова           |
| Бердник          | 0                | 1:0              | 0                | Должикова        |
| Мартинкова       | 0                | 1:0              | 0                | Гребенщикова     |
| 4 тур 13.12.2019 |                  |                  |                  |                  |
| Цирульник        | 2                | 1:0              | ½                | Должикова        |
| Жукова           | 2½               | 1:0              | 1½               | Гребенщикова     |
| Долуханова       | 1                | 0:1              | 1½               | Мартинкова       |
| Бабій            | 1                | 1:0              | 2                | Бердник          |
| Рахмангулова     | 1                | 0:1              | 2                | Осьмак           |
| 7 тур 17.12.2019 |                  |                  |                  |                  |
| Бердник          | 3                | 1:0              | 3½               | Цирульник        |
| Мартинкова       | 3½               | ½:½              | 5                | Осьмак           |
| Гребенщикова     | 3                | 1:0              | 2                | Рахмангулова     |
| Должикова        | 2                | ½:½              | 2                | Бабій            |
| Жукова           | 4½               | 1:0              | 1½               | Долуханова       |

| 2 тур 11.12.2019 | 2 тур 11.12.2019 | 2 тур 11.12.2019 | 2 тур 11.12.2019 | 2 тур 11.12.2019 |
| ---------------- | ---------------- | ---------------- | ---------------- | ---------------- |
| Цирульник        | 1                | ½:½              | 0                | Гребенщикова     |
| Должикова        | 0                | ½:½              | 1                | Мартинкова       |
| Жукова           | ½                | 1:0              | 1                | Бердник          |
| Долуханова       | ½                | ½:½              | ½                | Осьмак           |
| Бабій            | 0                | 1:0              | ½                | Рахмангулова     |
| 5 тур 14.12.2019 |                  |                  |                  |                  |
| Осьмак           | 3                | 1:0              | 3                | Цирульник        |
| Бердник          | 2                | 1:0              | 1                | Рахмангулова     |
| Мартинкова       | 2½               | 1:0              | 2                | Бабій            |
| Гребенщикова     | 1½               | ½:½              | 1                | Долуханова       |
| Должикова        | ½                | ½:½              | 3½               | Жукова           |
| 8 тур 18.12.2019 |                  |                  |                  |                  |
| Цирульник        | 3½               | 0:1              | 1½               | Долуханова       |
| Бабій            | 2½               | 0:1              | 5½               | Жукова           |
| Рахмангулова     | 2                | ½:½              | 2½               | Должикова        |
| Осьмак           | 5½               | ½:½              | 4                | Гребенщикова     |
| Бердник          | 4                | ½:½              | 4                | Мартинкова       |

| 3 тур 12.12.2019 | 3 тур 12.12.2019 | 3 тур 12.12.2019 | 3 тур 12.12.2019 | 3 тур 12.12.2019 |
| ---------------- | ---------------- | ---------------- | ---------------- | ---------------- |
| Рахмангулова     | ½                | ½:½              | 1½               | Цирульник        |
| Осьмак           | 1                | 1:0              | 1                | Бабій            |
| Бердник          | 1                | 1:0              | 1                | Долуханова       |
| Мартинкова       | 1½               | 0:1              | 1½               | Жукова           |
| Гребенщикова     | ½                | 1:0              | ½                | Должикова        |
| 6 тур 16.12.2019 |                  |                  |                  |                  |
| Цирульник        | 3                | ½:½              | 4                | Жукова           |
| Долуханова       | 1½               | 0:1              | 1                | Должикова        |
| Бабій            | 2                | 0:1              | 2                | Гребенщикова     |
| Рахмангулова     | 1                | 1:0              | 3½               | Мартинкова       |
| Осьмак           | 4                | 1:0              | 3                | Бердник          |
| 9 тур 19.12.2019 |                  |                  |                  |                  |
| Мартинкова       | 4½               | ½:½              | 3½               | Цирульник        |
| Гребенщикова     | 4½               | ½:½              | 4½               | Бердник          |
| Должикова        | 3                | 0:1              | 6                | Осьмак           |
| Жукова           | 6½               | ½:½              | 2½               | Рахмангулова     |
| Долуханова       | 2½               | 1:0              | 2½               | Бабій            |

## Турнірна таблиця
| №  | Шахістка               | Місто       | Вік | Рейтинг | 1 | 2 | 3 | 4 | 5 | 6 | 7 | 8 | 9 | 10 |  | + | − | = | Очки | Місце  | Performance | Рейтинг +/- |
| -- | ---------------------- | ----------- | --- | ------- | - | - | - | - | - | - | - | - | - | -- |  | - | - | - | ---- | ------ | ----------- | ----------- |
| 1  | Ольга Бабій            | Тернопіль   | 30  | 2258    |   | 1 | 0 | 1 | 0 | 0 | ½ | 0 | 0 | 0  |  | 2 | 6 | 1 | 2½   | 10     | 2067        | -45,8       |
| 2  | Анастасія Рахмангулова | Київ        | 24  | 2215    | 0 |   | 0 | 0 | 1 | 0 | ½ | ½ | ½ | ½  |  | 1 | 4 | 4 | 3    | 8      | 2112        | -24,2       |
| 3  | Юлія Осьмак            | Київ        | 21  | 2388    | 1 | 1 |   | 1 | ½ | ½ | 1 | ½ | ½ | 1  |  | 5 | 0 | 4 | 7    | Silver | 2438        | +5,7        |
| 4  | Марія Бердник          | Харків      | 16  | 2319    | 0 | 1 | 0 |   | ½ | ½ | 1 | 0 | 1 | 1  |  | 4 | 3 | 2 | 5    | 4      | 2269        | -11,2       |
| 5  | Олена Мартинкова       | Краматорськ | 19  | 2243    | 1 | 0 | ½ | ½ |   | 1 | ½ | 0 | 1 | ½  |  | 3 | 2 | 4 | 5    | Bronze | 2277        | +8,0        |
| 6  | Єлизавета Гребенщикова | Дніпро      | 14  | 2029    | 1 | 1 | ½ | ½ | 0 |   | 1 | 0 | ½ | ½  |  | 3 | 2 | 4 | 5    | 5      | 2301        | +120,4      |
| 7  | Катерина Должикова     | Київ        | 31  | 2164    | ½ | ½ | 0 | 0 | ½ | 0 |   | ½ | 1 | 0  |  | 1 | 4 | 4 | 3    | 9      | 2118        | -11,2       |
| 8  | Наталія Жукова         | Одеса       | 40  | 2324    | 1 | ½ | ½ | 1 | 1 | 1 | ½ |   | 1 | ½  |  | 5 | 0 | 4 | 7    | Gold   | 2445        | +13,7       |
| 9  | Євгенія Долуханова     | Харків      | 35  | 2293    | 1 | ½ | ½ | 0 | 0 | ½ | 0 | 0 |   | 1  |  | 2 | 4 | 3 | 3½   | 7      | 2149        | -34,8       |
| 10 | Маріца Цирульник       | Дніпро      | 28  | 2119    | 1 | ½ | 0 | 0 | ½ | ½ | 1 | ½ | 0 |    |  | 2 | 3 | 4 | 4    | 6      | 2205        | +20,2       |

| Легенда таблиці | Легенда таблиці        | Легенда таблиці | Легенда таблиці         | Легенда таблиці | Легенда таблиці | Легенда таблиці | Легенда таблиці | Легенда таблиці | Легенда таблиці |
| --------------- | ---------------------- | --------------- | ----------------------- | --------------- | --------------- | --------------- | --------------- | --------------- | --------------- |
|                 | Партія білими фігурами |                 | Партія чорними фігурами | 1               | перемога        | ½               | нічия           | 0               | поразка         |

## Підсумкова таблиця
| Місце  | Шахістка               | Місто       | Вік | Рейтинг |  | + | − | = | Очки | Дод1 | Дод2 | Дод3  |
| ------ | ---------------------- | ----------- | --- | ------- |  | - | - | - | ---- | ---- | ---- | ----- |
| Gold   | Наталія Жукова         | Одеса       | 40  | 2324    |  | 5 | 0 | 4 | 7    | 0,5  | 5    | 29,50 |
| Silver | Юлія Осьмак            | Київ        | 21  | 2388    |  | 5 | 0 | 4 | 7    | 0,5  | 5    | 27,75 |
| Bronze | Олена Мартинкова       | Краматорськ | 19  | 2243    |  | 3 | 2 | 4 | 5    | 1,5  | 3    | 20,50 |
| 4      | Марія Бердник          | Харків      | 16  | 2319    |  | 4 | 3 | 2 | 5    | 1    | 4    | 18,50 |
| 5      | Єлизавета Гребенщикова | Дніпро      | 14  | 2029    |  | 3 | 2 | 4 | 5    | 0,5  | 3    | 18,25 |
| 6      | Маріца Цирульник       | Дніпро      | 28  | 2119    |  | 2 | 3 | 4 | 4    |      | 2    | 15,50 |
| 7      | Євгенія Долуханова     | Харків      | 35  | 2293    |  | 2 | 4 | 3 | 3½   |      | 2    | 14,00 |
| 8      | Анастасія Рахмангулова | Миколаїв    | 24  | 2215    |  | 1 | 4 | 4 | 3    | 0,5  | 1    | 13,75 |
| 9      | Катерина Должикова     | Київ        | 31  | 2164    |  | 1 | 4 | 4 | 3    | 0,5  | 1    | 12,25 |
| 10     | Ольга Бабій            | Тернопіль   | 30  | 2258    |  | 2 | 6 | 1 | 2½   |      | 2    | 9,50  |